# Холиков, Алишер
Алишер Холиков (Халиков; узб. Alisher Xoliqov; 25 апреля 1982 года; Ташкент, Узбекская ССР) — узбекский футболист, нападающий.

## Карьера
Алишер Холиков начал свою профессиональную карьеру в 2000 году в составе навоийского «Зарафшана» и выступал за этот клуб до конца 2002 года. За это время он сыграл в 56 матчах и забил 18 голов. 21 сентября 2002 года в матче против «Согдианы» (5:1) забил 5 голов. В начале 2003 года перешёл в «Кызылкум» и выступал в составе «золотоискателей» два сезона, в котором сыграл в 30 матчах и забил 5 голов.
В начале 2005 года Холиков подписал контракт с клубом «Бухара» и выступал за бухарцев также два сезона, в котором сыграл в 65 матчах и забил 16 голов. В 2008 году он перешёл в ферганский «Нефтчи Фергана» и в 2010 году в составе этой команды стал одним из двух лучших бомбардиров Высшей лиги Узбекистана, забив 13 голов.
В 2012 году он по пол сезона выступал вновь за «Бухару» и «Кызылкум». Первую половину 2013 года провел в аренде в навоийском «Зарафшане» в первой лиге. Во второй половине этого же года вернулся в «Кызылкум» и выступал за этот клуб до конца карьеры.

## Достижения
- Бронзовый призёр чемпионата Узбекистана: 2008